# Wijken en buurten in Boornsterhem
De voormalige Nederlandse gemeente Boornsterhem (Boarnsterhim) was voor statistische doeleinden onderverdeeld in wijken en buurten. De gemeente was verdeeld in de volgende statistische wijken:
- Wijk 00 (CBS-wijkcode:005500)

Een statistische wijk kan bestaan uit meerdere buurten. Onderstaande tabel geeft de buurtindeling met kentallen volgens het Centraal Bureau voor de Statistiek (2008):
| CBS-buurtcode | Buurtnaam       | Inwonertal | Opp. totaal (ha) | Opp. land (ha) | Ligging                |
| ------------- | --------------- | ---------- | ---------------- | -------------- | ---------------------- |
| BU00550001    | Eagum           | 20         | 176              | 172            | Locatie in de gemeente |
| BU00550002    | Akkrum          | 4310       | 1253             | 1174           | Locatie in de gemeente |
| BU00550003    | Dearsum         | 160        | 436              | 429            | Locatie in de gemeente |
| BU00550004    | Friens          | 70         | 300              | 296            | Locatie in de gemeente |
| BU00550005    | Grou            | 5680       | 2482             | 2097           | Locatie in de gemeente |
| BU00550006    | Idaerd          | 120        | 270              | 267            | Locatie in de gemeente |
| BU00550007    | Jirnsum         | 1290       | 606              | 585            | Locatie in de gemeente |
| BU00550008    | Nes             | 110        | 806              | 786            | Locatie in de gemeente |
| BU00550009    | Aldeboarn       | 1450       | 2710             | 2625           | Locatie in de gemeente |
| BU00550010    | Poppenwier      | 170        | 478              | 458            | Locatie in de gemeente |
| BU00550011    | Raerd           | 640        | 957              | 948            | Locatie in de gemeente |
| BU00550012    | Reduzum         | 1070       | 644              | 637            | Locatie in de gemeente |
| BU00550013    | Sibrandabuorren | 360        | 337              | 303            | Locatie in de gemeente |
| BU00550014    | Terherne        | 810        | 948              | 545            | Locatie in de gemeente |
| BU00550015    | Tersoal         | 360        | 632              | 614            | Locatie in de gemeente |
| BU00550016    | Wergea          | 1610       | 1344             | 1315           | Locatie in de gemeente |
| BU00550017    | Warstiens       | 40         | 167              | 163            | Locatie in de gemeente |
| BU00550018    | Warten          | 1000       | 2315             | 1759           | Locatie in de gemeente |